# Keloetstraat (interneringskamp)
Het kamp Keloetstraat ook bekend als Keloedstraat en Kloetstraat in Malang, fungeerde tijdens de Japanse bezetting van Nederlands-Indië in de periode van 15 maart 1942 tot 17 januari 1943 als interneringskamp.
Het schoolinternaat voor jongens en de aangrenzende Kartinischool aan de Keloetstraat fungeerde vanaf half maart 1942 als interneringskamp voor Nederlandse krijgsgevangenen. Zij werden eind mei 1942 overgebracht naar het kampement van het 10de Depot Bataljon, elders in Malang. Vervolgens werden in de scholen Molukse en andere inheemse krijgsgevangenen ondergebracht. Zij waren eerder in het Zendingshospitaal geïnterneerd geweest. In januari 1943 werd een deel van hen overgebracht naar het kampement van het 8ste Bataljon Infanterie, een deel trad als heiho in Japanse dienst.